# Seven Days of Falling
Seven Days of Falling är ett musikalbum från 2003 av jazzgruppen Esbjörn Svensson Trio. Albumet fick en Grammis som "årets jazz" 2003 och OrkesterJournalens "Gyllene Skivan" för år 2003.

## Låtlista
All musik är skriven av e.s.t., texten till Love is Real är skriven av Josh Halden.
1. Ballad for the Unborn – 5:32
2. Seven Days of Falling – 6:27
3. Mingle in the Mincing-Machine – 6:53
4. Evening in Atlantis – 0:51
5. Did They Ever Tell Cousteau?  – 6:05
6. Believe Beleft Below – 4:51
7. Elevation of Love – 6:44
8. In My Garage – 4:19
9. Why She Couldn't Come – 6:30
10. O.D.R.I.P/Love is Real – 14:25

## Medverkande
- Esbjörn Svensson – piano
- Dan Berglund – bas
- Magnus Öström – trummor

## Listplaceringar
| Lista (2003) | Topplacering |
| ------------ | ------------ |
| Sverige      | 15           |
| Tyskland     | 98           |
| Frankrike    | 70           |